# Clase Leander (fragata)
La fragata clase Leander o fragata Tipo 12I fue una serie que comprendía veintiséis buques construidos en tres lotes entre 1959 y 1973. La Leander se encontraba entre las clases de fragata más numerosas y longevas en la historia moderna de la Marina Real británica y gozó de cierta popularidad debido a la popular serie dramática de televisión de la BBC «Warship». La silueta del Leander se convirtió en sinónimo de la Royal Navy durante las décadas de 1960 hasta 1980.
El Leander y sus derivados también fueron construidos para otras armadas:
- Armada Real Neozelandesa, con la misma denominación.
- Armada de Chile como fragatas clase Condell.
- Armada Real Australiana como destructores clase River.
- Armada India como fragata clase Nilgiri.
- Armada Real de los Países Bajos como fragata clase Van Speijk.

## Diseño

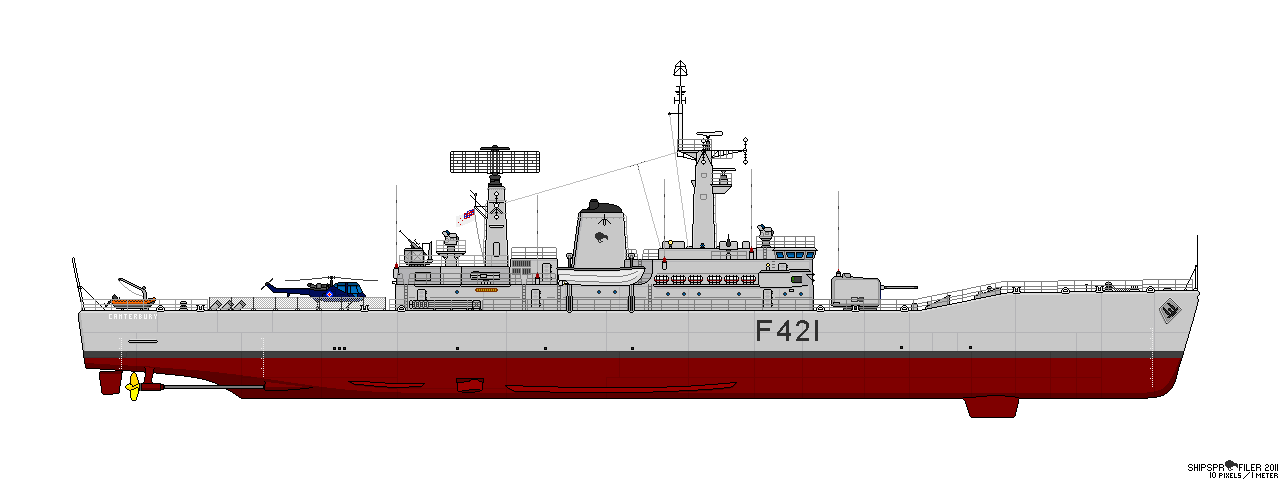
Perfil de HMNZS Canterbury (F421) tal como apareció en el momento de la puesta en servicio. Tenga en cuenta los cañones Bofors 40 mm en lugar de los misiles Sea Cat.

La política adoptada por la Royal Navy durante la década de 1950 consistente en adquirir clases separadas de fragatas diseñadas para funciones especializadas (como dirección antisubmarina, antiaérea, etc.) había resultado insatisfactoria. Aunque los diseños en sí habían tenido éxito, la falta de estandarización entre las diferentes clases condujo a un aumento de los costos durante la construcción y también en el mantenimiento. El primer paso hacia la creación de una fragata de verdadero propósito general se dio con la clase Tribal Tipo 81, que se ordenó inicialmente en 1956. La velocidad de 24 nudos de las Tribal se consideró la máxima posible para rastrear submarinos con los nuevos sonares de rango medio, entrando en servicio. Estos barcos estaban destinados principalmente a operar en los trópicos, pero carecían de la velocidad y el armamento requeridos, para el papel prioritario de escolta de transportistas de flota, al este del Suez, donde la capacidad de observación del radar rápido era importante, tanto como la capacidad antisubmarina, por lo que las nuevas fragatas que se construirían combinarían los roles de las Tipo 12 y Tipo 61. Un estudio de diseño comisionado por la Armada Real Neozelandesa para buscar una fragata Tipo 12 más capaz, que también evaluó si esta clase podía transportar dos de los helicópteros Wessex AS más grandes, fue utilizado como base del Tipo 12 diseño mejorado Leander.

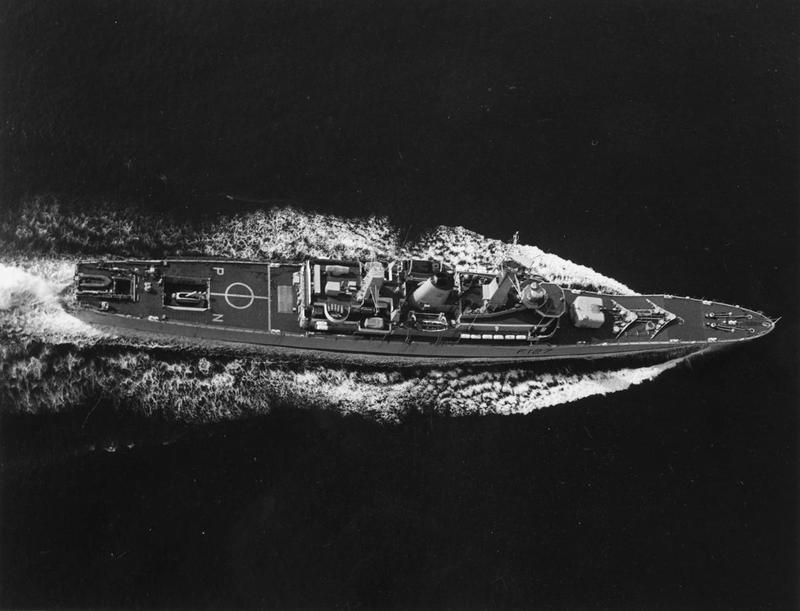
Vista aérea del HMS Penelope (F127) en 1970, que muestra el diseño original de la clase antes de la conversión.

El 7 de marzo de 1960, el Lord Civil del Almirantazgo Ian Orr-Ewing declaró que «las fragatas antisubmarinas de la clase Whitby Tipo 12 están demostrando ser particularmente exitosas... y hemos decidido explotar sus cualidades en un buque mejorado y más versátil. Este tipo 12 mejorado se conocerá como la clase Leander . La maquinaria del casco y de la turbina de vapor será sustancialmente la misma que para el Whitby. Las principales características nuevas previstas son un radar de alerta aérea de largo alcance, el Seacat anti misil guiado por avión, equipo de detección antisubmarino mejorado y un helicóptero liviano armado con torpedos buscadores de blancos. También incluiremos aire acondicionado y mejores condiciones de vida». La edición de 1963 de Jane's Fighting Ships lo describió como "esencialmente antisubmarino pero flexible y de uso múltiple".
La diferencia entre el Leander (Tipo 12I) y el Whitby (Tipo 12) más evidente fue que el alcázar escalonado del Tipo 12 había sido eliminado, lo que resultaba en una cubierta corrida, con la excepción del castillo elevado. La superestructura se había combinado en un solo bloque en medio del barco y un nuevo diseño de puente daba una mejor visibilidad. Se proporcionó un hangar y una cubierta de vuelo en popa para el helicóptero antisubmarino ligero Westland Wasp, que todavía estaba en la etapa de prototipo cuando se ordenaron los primeros barcos. Todos los barcos recibieron nombres de personajes de la mitología clásica que se habían dado previamente a los cruceros de la Marina Británica.

## Programa de construcción
| Número | Nombre    | Astillero                                                        | Iniciado                | Botado                   | Asignado                 | Estado                                                                   |
| ------ | --------- | ---------------------------------------------------------------- | ----------------------- | ------------------------ | ------------------------ | ------------------------------------------------------------------------ |
| F109   | Leander   | Harland & Wolff Ltd, Belfast.                                    | 10 de abril de 1959     | 28 de junio de 1961      | 27 de marzo de 1963      | Hundido como objetivo en 1989                                            |
| F104   | Dido      | Yarrow & Co Ltd, Glasgow.                                        | 2 de diciembre de 1959  | 22 de diciembre de 1961  | 18 de septiembre de 1963 | Desguazado en Goa                                                        |
| F127   | Penelope  | Vickers-Armstrongs (Shipbuilders) Ltd, Newcastle                 | 14 de marzo de 1961     | 17 de agosto de 1962     | 31 de octubre de 1963    | Desguazado                                                               |
| F114   | Ajax      | Cammell Laird & Co (Shipbuilders and Engineers) Ltd, Birkenhead. | 19 de octubre de 1959   | 16 de agosto de 1962     | 10 de diciembre de 1963  | Desguazado en 1988                                                       |
| F10    | Aurora    | John Brown & Co Ltd, Clydebank                                   | 1 de junio de 1961      | 28 de noviembre de 1962  | 9 de abril de 1964       | Desguazado 1990                                                          |
| F18    | Galatea   | Swan, Hunter & Wigham Richardson Ltd, Wallsend-on-Tyne           | 29 de diciembre de 1961 | 23 de mayo de 1963       | 25 de abril de 1964      | Hundido como objetivo en 1988                                            |
| F15    | Euryalus  | Scotts Shipbuilding & Engineering Co Ltd, Greenock               | 2 de noviembre de 1961  | 6 de junio de 1963       | 16 de septiembre de 1964 | Vendido para chatarra en 1990                                            |
| F39    | Naiad     | Yarrow & Co Ltd, Glasgow                                         | 30 de octubre de 1962   | 4 de noviembre de 1963   | 15 de marzo de 1965      | Hundido como objetivo en 1990                                            |
| F38    | Arethusa  | JS White & Co Ltd, Cowes, Isle of Wight                          | 7 de septiembre de 1962 | 5 de noviembre de 1963   | 24 de noviembre de 1965  | Hundido como objetivo en 1991                                            |
| F28    | Cleopatra | HM Dockyard, Devonport.                                          | 19 de junio de 1963     | 25 de marzo de 1964      | 4 de enero de 1966       | Vendido para chatarra en 1993                                            |
| F42    | Phoebe    | Alexander Stephen & Sons Ltd, Linthouse, Glasgow.                | 3 de junio de 1963      | 8 de julio de 1964       | 15 de abril de 1966      | Vendido para chatarra en 1992                                            |
| F45    | Minerva   | Vickers Ltd, Shipbuilding Group, Newcastle.                      | 26 de julio de 1963     | 19 de diciembre de 1964  | 14 de mayo de 1966       | Vendido para chatarra en 1993                                            |
| F40    | Sirius    | HM Dockyard, Portsmouth.                                         | 9 de agosto de 1963     | 22 de septiembre de 1964 | 15 de junio de 1966      | Hundido como objetivo en 1998                                            |
| F52    | Juno      | JI Thornycroft Ltd, Southampton                                  | 16 de julio de 1964     | 24 de noviembre de 1965  | 18 de julio de 1967      | Vendido para chatarra en 1994                                            |
| F56    | Argonaut  | Hawthorn Leslie, Hebburn                                         | 27 de noviembre de 1964 | 8 de febrero de 1966     | 17 de agosto de 1967     | Vendido para chatarra en 1995                                            |
| F47    | Danae     | HM Dockyard, Devonport.                                          | 16 de diciembre de 1964 | 31 de octubre de 1965    | 7 de septiembre de 1967  |                                                                          |
| F75    | Charybdis | Harland & Wolff Ltd, Belfast.                                    | 27 de enero de 1967     | 28 de febrero de 1968    | 2 de junio de 1969       | Hundido como objetivo en 1993                                            |
| F58    | Hermione  | Yarrow & Co Ltd, Glasgow.                                        | 6 de diciembre de 1965  | 26 de abril de 1967      | 11 de julio de 1969      | Vendido para chatarra en 1997                                            |
| F60    | Jupiter   | Yarrow & Co Ltd, Glasgow.                                        | 3 de octubre de 1966    | 4 de septiembre de 1967  | 9 de agosto de 1969      | Vendido para chatarra en 1997                                            |
| F69    | Bacchante | Vickers Ltd, Shipbuilding Group, Newcastle.                      | 27 de octubre de 1966   | 29 de febrero de 1968    | 17 de octubre de 1969    | Hundido como arrecife artificial en el Puerto de Wellington en 2005      |
| F57    | Andromeda | HM Dockyard, Portsmouth.                                         | 25 de mayo de 1966      | 24 de mayo de 1967       | 2 de diciembre de 1968   | Desmantelado en 2012                                                     |
| F71    | Scylla    | HM Dockyard, Devonport                                           | 17 de mayo de 1967      | 8 de agosto de 1968      | 12 de febrero de 1970    | Hundido como arrecife artificial frente a la bahía de Whitsand en 2004   |
| F12    | Achilles  | Yarrow & Co Ltd, Glasgow.                                        | 1 de diciembre de 1967  | 21 de noviembre de 1968  | 9 de julio de 1970       | Fue arrastrado al mar por un tsunami en Chile y se hundió en 2010        |
| F16    | Diomede   | Yarrow & Co Ltd, Glasgow                                         | 30 de enero de 1968     | 15 de abril de 1969      | 2 de abril de 1971       | Se retiró del servicio antes de 2007 para servir como piezas de repuesto |
| F70    | Apollo    | Yarrow & Co Ltd, Glasgow.                                        | 1 de mayo de 1969       | 15 de octubre de 1970    | 28 de mayo de 1972       | Hundido como objetivo en 2010                                            |
| F72    | Ariadne   | Yarrow & Co Ltd, Glasgow.                                        | 1 de noviembre de 1969  | 10 de septiembre de 1971 | 10 de febrero de 1973    | Hundido como objetivo en 2004                                            |